# ブレーメン (客船・5代)
ブレーメン（Bremen）はハパックロイド・クルーズが運航していたクルーズ客船。当初はフロンティアクルーズにて「フロンティア・スピリット」として運航していた。

## 概要
1987年に三菱重工業に海外事業家から持ち込まれた豪華志向のインテリジェントクルーズ構想「FUJIプロジェクト」に始まり、当初欧州のデザイナーによるコンセプト・デザインをもとに事業化が検討されたが、類似のプロジェクトとして「おせあにっくぐれいす」が発表されたことから棚上げとなった。
その後「ふじ丸」就航に向けて1988年から1989年にかけて行われた年末年始南極クルーズでの乗船調査にて氷山の危険性などから氷海仕様の客船の必要性が検討され、上記のインテリジェントクルーズの計画を探検型のクルーズ船に転換し三菱重工が三菱商事に探検船事業を持ちかけ、次に日本郵船を巻き込み日米欧のジョイントベンチャーに発展し本船が建造された。日本郵船、三菱商事、三菱重工業、ハパックロイド（発足当時西ドイツ）、サレン・リンドブラッド・クルーズ（アメリカ）の共同出資による合弁会社「フロンティア・クルーズ」が運航を担当し、世界初の極地探検型の客船として1990年6月20日に進水し兼高かおるが支綱切断を担当。また、日本郵船社内では客船事業の検討時に船体のサイズ毎に愛称を「松竹梅」に分けており、本船のクラスは「梅」としていた。
4.5mの浅い吃水やプロペラ2基・2つの舵とバウスラスターで小回りが利き厚さ1mの氷の中でも航行できる構造で、また15人乗りのゾディアックボートを12隻備えサンゴ礁や港のない小島などへのミニクルーズに用いることが可能となっている。
ミクロネシアや南極・北極などへのクルーズに用いられたがオフシーズンの営業が進まず、1993年にフロンティアクルーズは営業を終了。この間1991年には海洋科学技術センターによるアラスカ北岸での北極海観測にも用いられた。
その後同社の出資元の一社であるハパックロイドにチャーターされ、系列企業のハパックロイドクルーズにて「ブレーメン」として再就航し日本にも寄港している。「ブレーメン」の船名は1957年から1972年に運行された旧「パスツール」（en）以来となる。
2001年3月、南大西洋を航行中に嵐に遭遇し高波により船橋の窓が破損し停電や計器類の停止に発展しエンジンの再始動まで2時間漂流した。
2003年2月には南極海でのクルーズ中に無人島を発見し、2004年に「ブレーメン島」と名付けられた。
2004年にはかつての本船と同じく日本郵船系の客船である「飛鳥」での南極南米クルーズにおいてプンタ・アレーナス港から南極上陸を行うオプショナルツアーに用いられた。
2018年7月には、スピッツベルゲン島に寄港した際本船の警備員1名がホッキョクグマに襲われ頭にけがを負い防衛のため同行していた別の警備員によりホッキョクグマを駆除し、駆除されたホッキョクグマの写真がインターネットを通じ拡散されリッキー・ジャーヴェイス等が取り上げ北極での野生動物観光への非難が相次いだ。
その後2019年1月16日にはスイスに本拠を持つリバークルーズ会社のスキュラに売船されたことが公表され、2021年5月からチャーター運航を行う計画を発表。2021年11月に「SEAVENTURE」に改名され夏季はスキュラによる北欧でのクルーズ、冬季はポーラー・ラティチュードのチャーターによる南極クルーズに用いられる。

## 船内
内外観はスウェーデンのティルバーグ社が担当し、船内は小型船ながらも極力充実した公室やオープンスペースを設ける配慮がなされた。海洋汚染防止のためゴミ用のスペースや冷蔵庫を設けプラスチック類に対応した処理装置を装備し、またAVシステムについては風景を鮮明に映すハイグレードなテレビカメラや海中カメラを設けた。
7デッキ
- ベランダ付スイートルーム「デラックス・ベランダ」（ブレーメン時代は「スイート」）
- ジム・サウナ
- ビューティーパーラー
- オブザベーションラウンジ/レクチャールーム「ドルフィン・ラウンジ」[4]（ブレーメン時代はパノラマラウンジ・バー）
- サンデッキ
- プール

6デッキ
- ベランダ付きスタンダードルーム「ベランダ」（ブレーメン時代はベランダ付「アウトサイドバルコニー」）
- エンジン付きゴムボート「ゾディアック」保管所

5デッキ
- スタンダードルーム「スーペリア」「アッパー」（ブレーメン時代はパノラミックウィンドウ付「アウトサイドバルコニー」）
- メインラウンジ「フロンティア・クラブ」[4]
- ビュッフェデッキ
- ライブラリー

4デッキ
- スタンダードルーム「スタンダード」「スーペリア」（ブレーメン時代はパノラミックウィンドウ付「アウトサイドバルコニー」）
- ダイニングルーム「マーメイド・ダイニングルーム」[4]（ブレーメン時代はバー併設）
- ショップ「シップス・ショップ」[4]
- カードルーム
- インターネット・Eメールセンター（ブレーメン時代）
- 案内所

3デッキ
- スタンダードルーム「スタンダード」（ブレーメン時代は丸窓付「アウトサイドキャビン」）
- 医務室